# Poetae Comici Graeci
Poetae Comici Graeci (PCG) ist der Titel einer Fragmentsammlung zur antiken griechischen Komödie, die von Rudolf Kassel und Colin Austin (Band 6, 1: Rudolf Kassel und Stephan Schröder) herausgegeben wurde. Das auf neun Bände ausgelegte Unternehmen ersetzt die veralteten Sammlungen Fragmenta Comicorum Graecorum von August Meineke (1839–1857), Comicorum Atticorum Fragmenta von Theodor Kock (1880–1888) und Comicorum Graecorum Fragmenta von Georg Kaibel (1899). Von 1983 bis 2022 sind acht Bände (davon Band 6 in zwei Teilbänden) beim Verlag Walter de Gruyter erschienen. Der Band 6,2 (Menander) wurde vom Times Literary Supplement zu einem der International Books of the Year 1998 gekürt.
Der Band 3,1 (handschriftlich überlieferte Aristophanesstücke) steht noch aus. 

## Liste der Bände
- Band 1: Comoedia Dorica, mimi, phlyaces. Berlin/New York 2001, ISBN 3-11-016949-5.
- Band 2: Agathenor – Aristonymus. Berlin/New York 1991, ISBN 3-11-012840-3.
- Band 3, 2: Aristophanes. Testimonia et fragmenta. Berlin/New York 1984, ISBN 3-11-0098938-0
- Band 4: Aristophon – Crobylus. Berlin/New York 1983, ISBN 3-11-002405-5.
- Band 5: Damoxenus – Magnes. Berlin/New York 1986, ISBN 3-11-010922-0.
- Band 6, 1: Menander. Dyscolus et fabulae quarum fragmenta in papyris membranisque servata sunt. Berlin 2022, ISBN 978-3-11-010923-8 (Hrsg. von Rudolf Kassel und Stephan Schröder).
- Band 6, 2: Menander. Testimonia et fragmenta apud scriptores servata. Berlin/New York 1998, ISBN 3-11-015825-6.
- Band 7: Menecrates – Xenophon. Berlin/New York 1989, ISBN 3-11-012035-6.
- Band 8: Adespota. Berlin/New York 1995, ISBN 3-11-014534-0.